# A Black Rose vár titka
A Black Rose vár titka angol–magyar–német televíziós filmsorozat. A forgatókönyvet Petényi Katalin, Charles Newcomb és Nagy András írta, Kabay Barna és Petényi Katalin rendezte, a zenéjét Joseph Metcalfe és Joe Metcalfe szerezte. Magyarországon korábban az M1 tűzte műsorra, később az M2 és a Duna adta le.

## Ismertető
A történet egyik szereplője Lord Lennox, aki egy karizmatikus tudós és akinek unokája 15 éves, neve Fiona. Együtt közösen élnek egy várkastélyban. A családtagok azt a lehetőséget kutatják nemzedékeken át, hogy az életet, hogy hosszabbítsák meg. Jelenleg most elsőként jár közel a megoldáshoz Lord Lennox. A nyáron megérkezik a másik unokája is, akinek neve Bob. Egy barátjával érkezik és a Lord unokahúgával, hogy a gyerekekre vigyázzanak. A gyerekek gyanút fognak rá, hogy veszélyt jelentő idegenek járnak a vár körül, akik minden áron meg akarják szerezni a lord találmányát.

## Szereplők
| Szereplő     | Színész               | Magyar hang        |
| ------------ | --------------------- | ------------------ |
| Lord Lennox  | Đoko Rosić            | Rajhona Ádám       |
| Bobby        | Travis Kisgen         | Berkes Bence       |
| Martin       | James Schanzer        | Hám Bertalan       |
| Fiona        | Megan Casey           | Bogdányi Titanilla |
| John         | Josh Wolford          | Szvetlov Balázs    |
| Mr. Drummond | Sepp Schauer          | Szakácsi Sándor    |
| Smith        | Daniel Alexander      | Stohl András       |
| Elizabeth    | Hope-Alexandre Willis | Bánsági Ildikó     |

## Epizódok
1. A rejtélyes kastély
2. Éjszakai támadás
3. A titkok nyomában
4. Az életmentő hullám
5. Légitámadás
6. A majomember
7. A varázsnyíl
8. A mágikus patkó
9. Az ősállatok kertjében
10. A titokzatos lovag
11. A halmajom
12. A labirintus kincsei
13. A Lennoxok öröksége